# Javon Hargrave
Javon DeAndre Hargrave (geboren am 7. Februar 1993 in Salisbury, North Carolina) ist ein US-amerikanischer American-Football-Spieler auf der Position des Defensive Tackles für die Minnesota Vikings. Er spielte College Football für die South Carolina State University und stand von 2016 bis 2019 bei den Pittsburgh Steelers sowie von 2020 bis 2022 bei den Philadelphia Eagles und von 2023 bis 2024 bei den San Francisco 49ers unter Vertrag.

## College
Hargrave besuchte die North Rowan High School in Spencer, einem Vorort von Salisbury, North Carolina. Von 2012 bis 2015 ging Hargrave auf die South Carolina State University, um College Football für die South Carolina State Bulldogs in der zweitklassigen NCAA Division I Football Championship Subdivision (FCS) zu spielen. In seiner letzten College-Saison erzielte er 13,5 Sacks. Er nahm am East–West Shrine Game 2016 teil und konnte dort mit guten Leistungen auf sich aufmerksam machen.

## NFL
Hargrave wurde im NFL Draft 2016 in der dritten Runde an 89. Stelle von den Pittsburgh Steelers ausgewählt. Als Rookie war er in 13 Spielen der Regular Season Starter auf der Position des Nose Tackles, in denen ihm zwei Sacks und ein Touchdown nach einem eroberten Fumble gelangen. Darüber hinaus konnte er bei der Niederlage im AFC Championship Game Tom Brady sacken. In den folgenden drei Jahren war Hargrave meist Starter bei den Steelers. Da die Steelers in der Defensive Line mit Cameron Heyward und Stephon Tuitt auch ohne Hargrave gut besetzt waren, kam er trotz guter Leistungen aber oft nur auf relativ wenig Einsatzzeit. In 63 Spielen für Pittsburgh kam Hargrave auf 168 Tackles, 14,5 Sacks und zwei erzwungene  Fumbles.
Im März 2020 unterschrieb Hargrave einen Dreijahresvertrag über 39 Millionen Dollar bei den Philadelphia Eagles. In der Saison 2021 stellte Hargrave mit 7,5 Sacks einen neuen Karrierebestwert auf, damit führte er zusammen mit Josh Sweat sein Team in dieser Statistik an. Als Ersatz für den verletzten Kenny Clark wurde Hargrave für den Pro Bowl nachnominiert. Im folgenden Jahr verbesserte er seinen Saisonhöchstwert in Sacks erneut und erzielte 11,0 Sacks. Er erreichte mit den Eagles den Super Bowl LVII, den sie mit 35:38 gegen die Kansas City Chiefs verloren.
Zur Saison 2023 unterschrieb Hargrave einen Vierjahresvertrag im Wert von 84 Millionen US-Dollar bei den San Francisco 49ers. Er wurde 2023 zum zweiten Mal in den Pro Bowl gewählt. Hargrave erreichte mit den 49ers erneut den Super Bowl und stand wie schon im Vorjahr den Kansas City Chiefs gegenüber. Im Super Bowl LVIII unterlagen die 49ers den Chiefs mit 22:25 nach Overtime, dabei konnte Hargrave einen Fumble von Isiah Pacheco erobern. In der Saison 2024 zog Hargrave sich am dritten Spieltag einen Trizepsriss zu und fiel daher für den Rest der Spielzeit aus. Nach der Saison wurde er im März 2025 entlassen.
Kurz nach seiner Entlassung in San Francisco einigte Hargrave sich mit den Minnesota Vikings auf einen Zweijahresvertrag über 30 Millionen US-Dollar.

### NFL-Statistiken
| Saison                             | Saison | Spiele | Spiele      | Tackles | Tackles | Tackles | Tackles | Interceptions | Interceptions | Interceptions | Interceptions | Interceptions | Fumbles | Fumbles | Fumbles |
| Jahr                               | Team   | Spiele | als Starter | Gesamt  | Solo    | Ast     | Sacks   | PD            | INT           | Yds           | Lng           | TD            | FF      | FR      | TD      |
| ---------------------------------- | ------ | ------ | ----------- | ------- | ------- | ------- | ------- | ------------- | ------------- | ------------- | ------------- | ------------- | ------- | ------- | ------- |
| 2016                               | PIT    | 15     | 13          | 27      | 18      | 9       | 2,0     | 0             | 0             | 0             | 0             | 0             | 0       | 1       | 1       |
| 2017                               | PIT    | 16     | 12          | 32      | 21      | 11      | 2,0     | 1             | 0             | 0             | 0             | 0             | 1       | 0       | 0       |
| 2018                               | PIT    | 16     | 14          | 49      | 32      | 17      | 6,5     | 1             | 0             | 0             | 0             | 0             | 0       | 0       | 0       |
| 2019                               | PIT    | 16     | 13          | 60      | 35      | 25      | 4,0     | 0             | 0             | 0             | 0             | 0             | 1       | 0       | 0       |
| 2020                               | PHI    | 15     | 11          | 38      | 16      | 22      | 4,5     | 1             | 0             | 0             | 0             | 0             | 0       | 1       | 0       |
| 2021                               | PHI    | 16     | 16          | 63      | 27      | 36      | 7,5     | 1             | 0             | 0             | 0             | 0             | 1       | 0       | 0       |
| 2022                               | PHI    | 17     | 17          | 60      | 37      | 23      | 11,0    | 2             | 0             | 0             | 0             | 0             | 1       | 2       | 0       |
| 2023                               | SF     | 16     | 16          | 44      | 25      | 19      | 7,0     | 2             | 0             | 0             | 0             | 0             | 0       | 0       | 0       |
| 2024                               | SF     | 3      | 3           | 7       | 4       | 3       | 1,0     | 0             | 0             | 0             | 0             | 0             | 0       | 0       | 0       |
| Gesamt                             | Gesamt | 130    | 115         | 380     | 215     | 165     | 45,5    | 8             | 0             | 0             | 0             | 0             | 4       | 4       | 0       |
| Quelle: pro-football-reference.com |        |        |             |         |         |         |         |               |               |               |               |               |         |         |         |